# Cao Viên Viên
Cao Viên Viên (tiếng Trung: 高圆圆, bính âm: Gāo yuányuán; sinh ngày 5 tháng 10 năm 1979 tại quận Phong Đài, Bắc Kinh, Trung Quốc) là nữ diễn viên Trung Quốc được biết đến với vai Chu Chỉ Nhược trong phim truyền hình Ỷ Thiên Đồ Long Ký năm 2003 chuyển thể từ tiểu thuyết cùng tên của nhà văn Kim Dung.

## Tiểu sử
Cao Viên Viên sinh ngày 15 tháng 8 âm lịch tại khu Vân Cương, quận Phong Đài, Bắc Kinh trong gia đình trí thức, có một anh trai. Ngày sinh âm lịch đúng vào dịp tết Trung Thu, vào ngày này mặt trăng tròn đầy đặn (nguyệt viên) mang ý nghĩa đoàn tụ, nên được đặt tên là Viên Viên.
Năm 1959, cha cô là ông Cao Tuấn Nhân (高俊仁), người gốc Đường Sơn, Hà Bắc lên Bắc Kinh theo học Đại học Thanh Hoa ngành điện tử còn mẹ cô học ngành vô tuyến điện. Sau đó tốt nghiệp, cha mẹ cô định cư tại thủ đô và đều công tác tại Cục Vũ trụ Quốc gia Trung Quốc. Công việc của cha mẹ rất bận rộn nên phần lớn thời thơ ấu của cô xoay quanh khoảng không gian của Viện Hàng không và Du hành vũ trụ (宇航局研究院). Sau khi nghỉ hưu, cha của Cao Viên Viên nhớ quê hương nên quay về sống tại Đường Sơn.
Cô theo học trường cấp 1 và cấp 2 Vân Cương, năm 1995 vào học trường trung học dạy nghề du lịch Hải Điến (海淀旅游职业高中). Một ngày năm 1996, khi cùng bạn học đến đường Vương Phủ Tỉnh mua sách, cô được Châu Khang Vũ, nhân viên công ty quảng cáo phát hiện. Sau đó cô tham gia đóng quảng cáo đầu tiên với thù lao 400 tệ. Kể từ đó, cô liên tiếp quay một số lượng lớn quảng cáo và trở thành một người mẫu nổi tiếng trong giới quảng cáo. Năm 2000, đoạn quảng cáo sản phẩm kẹo làm thơm miệng Qingzui mà cô đóng được rất nhiều người biết đến.

## Sự nghiệp
Cao Viên Viên bắt đầu sự nghiệp là người mẫu đóng các quảng cáo thương mại. Năm 1997, cô chính thức ra mắt với phim điện ảnh Súp Gia Vị Tình Yêu.
Trong năm 2003, với bộ phim cổ trang Ỷ Thiên Đồ Long Ký, cô đã nhận được sự quan tâm rộng rãi. Năm 2005 với vai nữ chính trong phim điện ảnh Giấc Mơ Thượng Hải đã đạt giải Cành cọ vàng tại LHP Cannes và tên tuổi của Cao Viên Viên trong làng điện ảnh Hoa ngữ từ đó cũng được biết tới.
Năm 2006 với Kế Hoạch Baby cô nhận được đề cử cho gianh hiệu Nữ diễn viên xuất sắc nhất tại Giải Bách Hoa.
Vào năm 2007, nhờ bộ phim tình cảm Tình Yêu Chốn Thị Thành trong vai một giáo viên tận tụy Tần Tiêu, Cao Viên Viên đã giành giải tài năng mới tại Giải Kim Kê lần thứ 11.

## Danh sách phim

### Phim điện ảnh
| Năm  | Tựa đề                                                  | Tựa đề tiếng trung | Vai                | Ghi chú              |
| ---- | ------------------------------------------------------- | ------------------ | ------------------ | -------------------- |
| 1997 | Súp Gia Vị Tình Yêu (Spicy Love Soup)                   | 爱情麻辣烫         | Hà Linh            |                      |
| 1998 | Xe Đạp Bắc Kinh (Beijing Bicycle)                       | 十七岁的单车       | Tiêu Tiêu          |                      |
| 1998 | Quyết Chiến Chicago (Live And Die In Chicago)           | 决战芝加哥         | Chúc Lục Cường     | Khách mời            |
| 2002 | Khai Vãn Xuân Thiên Đích Địa Thiết (Spring Subway)      | 开往春天的地铁     | Thiên Ái           |                      |
| 2005 | Giấc Mơ Thượng Hải (Shanghai Dreams)                    | 青红               | Ngô Thanh Hồng     |                      |
| 2006 | Kế Hoạch Baby (Rob-B-Hood)                              | 宝贝计划           | Melody             | hợp tác Thành Long   |
| 2007 | Người Thứ Ba (Unfinished Girl)                          | 第三个人           | Tiêu Khả           |                      |
| 2007 | Nam Tài Gái Sắc (Boy & Girl)                            | 男才女貌           | Tần Tiểu Du        |                      |
| 2008 | Tả Hữu (In Love We Trust)                               | 左右               | Giáo viên mẫu giáo | Khách mời            |
| 2009 | Nam Kinh! Nam Kinh (City Of Life And Death)             | 南京！南京         | Khương Thục Vân    | Nữ diễn viên chính   |
| 2009 | Cơn Mưa Tình Yêu (A Good Rain Knows)                    | 好雨时节           | Ngũ Nguyệt (May)   | Jung Woo-sung        |
| 2010 | Tam Tiếu Chi Tài Tử Giai Nhân (The Love Of Three Smile) | 三笑之才子佳人     | Cao Tiểu thư       | Khách mời            |
| 2010 | Thiên Đường Hải Dương (Ocean Heaven)                    | 海洋天堂           | Mẹ của Đại Phúc    | Khách mời            |
| 2010 | Không Người Lái (Driverless)                            | 无人驾驶           | Tiêu Nhiên         |                      |
| 2010 | Tình Yêu Tuyệt Vời (Color Me Love)                      | 爱出色             |                    | Khách mời            |
| 2011 | Đơn Thân Nam Nữ (Don't Go Breaking My Heart)            | 单身男女           | Trình Tử Hân       | Nữ chính             |
| 2012 | Cao Hải Bạt Chi Luyến 2 (Romancing In Thin Air)         | 高海拔之恋II       | Đinh Viên Viên     | Khách mời thân thiết |
| 2012 | Tìm Kiếm (Caught In The Web)                            | 搜索               | Diệp Lam Thu       | Triệu Hựu Đình       |
| 2013 | Thám Tử Mù (Blind Detective)                            | 盲探               | Đinh Đinh          | Khách mời            |
| 2014 | Trọn Đời Trọn Kiếp (But Always)                         | 一生一世           | An Nhiên           | Tạ Đình Phong        |
| 2014 | Đơn Thân Nam Nữ 2 (Don't Go Breaking My Heart 2)        | 单身男女2          | Trình Tử Hân       |                      |
| 2015 | Chúng Ta Kết Hôn Đi (Let's Get Married)                 | 咱们结婚吧         | Diệp Văn Văn       |                      |

### Phim truyền hình
| Năm  | Tựa đề                                                   | Tựa đề tiếng Trung | Vai                 | Ghi chú   |
| ---- | -------------------------------------------------------- | ------------------ | ------------------- | --------- |
| 1998 | Thất Lạc                                                 | 找不着北           | Giang Hân           |           |
| 1998 | Thực Tập Sinh Đích Cố Sự                                 | 实习生的故事       | Cao Phi             |           |
| 1999 | Gia Lão Bách Tính                                        | 咱老百姓           | Vu Thiến            |           |
| 2000 | Chuẩn Điểm Xuất Kích                                     | 准点出击           | Hoàng Lệ            |           |
| 2002 | Hộ Quốc Lương Tướng Địch Nhân Kiệt: Phong Toả Biên Cương | 护国良相狄仁杰     | Phan Ngọc           |           |
| 2003 | Bạn Cười Nhưng Tôi Khóc                                  | 你在微笑我却哭了   | Thẩm Tiếu           |           |
| 2003 | Ỷ Thiên Đồ Long Ký                                       | 倚天屠龙记         | Chu Chỉ Nhược       |           |
| 2004 | Bay Lượn Giữa Yêu Và Mộng                                | 爱与梦飞翔         | Hồng Tỉ             |           |
| 2004 | Yên Hoa Tam Nguyệt                                       | 烟花三月           | Thẩm Vạn            |           |
| 2004 | Lời Thề Của Biển                                         | 海的誓言           | Diệp Vũ             |           |
| 2004 | Thần Y Hiệp Lữ                                           | 神医侠侣           | Cầm Tử              |           |
| 2005 | Thiên Hạ Đệ Nhất                                         | 天下第一           | Liễu Sinh Phiêu Nhứ |           |
| 2005 | Tần Vương Lý Thế Dân                                     | 秦王李世民         | Dương Nhược Tích    |           |
| 2007 | Giang Nam Đệ Nhất Điếm                                   | 江南第一店         | Cao Minh Nguyệt     |           |
| 2009 | Vương Triều Đại Tần                                      | 大秦帝国之裂变     | Bạch Tuyết          |           |
| 2013 | Chúng Ta Kết Hôn Đi                                      | 咱们结婚吧         | Dương Đào           |           |
| 2013 | Thiên Long Bát Bộ                                        | 天龍八部           | Lý Bích Vân         | Khách mời |
| 2021 | Vinh Quang Và Mộng Tưởng                                 | 光荣与梦想         | Tống Mỹ Linh        |           |
| 2022 | Cộng Sự Hoàn Mỹ                                          | 完美伴侣           | Trần San            |           |

## Kịch nghệ
| Năm  | Tựa đề      | Tựa đề      | Vai                    | Đạo diễn      |
| ---- | ----------- | ----------- | ---------------------- | ------------- |
| 2007 | Diễm Ngộ    | Diễm Ngộ    | Lâm Mặc Mặc            | Mạnh Kinh Huy |
| 2008 | Hamlet 1990 | Hamlet 1990 | Áo Phỉ Lợi Á (Ophelia) | Lâm Triệu Hoa |

## Giải thưởng
- Năm 2001: Giải diễn viên mới xuất sắc nhất của LHP Bách Lâm Quốc tế cho vai diễn trong phim "Xe đạp 17 tuổi" (Beijing Cycle - Xe đạp Bắc Kinh)
- Năm 2003: Giải best scrip của LHP Bách Hoa cho phim "Khai vãng xuân thiên đích địa thiết" (Spring Subway)
- Năm 2005: Holland International Flower Bulb Center- Chinese First Miss Lily[9]
- Năm 2006: Thập đại minh tinh thượng thịnh điển[10]
- Năm 2007: Khúc Giang Tây An Diễn viên Điện ảnh và Truyền hình Gương mặt mới[11]
- 2007-09: Tài năng mới tại Giải thưởng Phượng Hoàng Vàng lần thứ 11 "Tình Yêu Chốn Thị Thành"
- Năm 2007:Beijing Television Film Festival Best Film Actress "Tình Yêu Chốn Thị Thành"
- Năm 2007: BQ 2006 "nhân khí"
- Năm 2008: Beijing News China 50 most beautiful people 2008[12] 22/50
- 2008-08: Nữ diễn viên xuất sắc nhất tại Giải Bách Hoa "Kế Hoạch Baby" (Đề cử)
- Năm 2009: BQ2009  Annual influence Actress[13]
- Năm 2009: Star Shang Dadian pioneer idol[14]
- Năm 2009: MTV Super Festival most style Mainland television actress

## Đóng MV ca nhạc
- 1997 Đêm không thể quên
- 1997 Như vậy cũng tốt (这样也好) Nhậm Hiền Tề[15]
- 1998 Từng Bước Lên Cao (步步高) Lâm Y Luân,Cao Lâm Sanh,Cảnh Cương Sơn
- 1999 Giờ tan trường (ban nhạc "Bông Hoa")
- 1999 Bông Hoa (ban nhạc "Bông Hoa")
- 1999 Nhận chân (Serious) (ban nhạc "Bông Hoa")
- 2000 Hoa lửa (Pháo hoa) Uông Phong
- 2001 Nịch ái Trịnh Quân
- 2004 Without you (ban nhạc "Hắc Báo" - Báo đen)
- 2008 Hý Nghiêm Khoan
- 2012 Nếu Như Có Thể (如果可以) Lý Kiện